# Calycopsis borchgrevinki
A Calycopsis borchgrevinki é uma espécie de água viva bastante comum na Antártica.